# Эффект Керра
Эффе́кт Ке́рра, или квадрати́чный электроопти́ческий эффект, — явление изменения значения показателя преломления оптического материала пропорционально квадрату напряжённости приложенного электрического поля. Отличается от эффекта Поккельса тем, что изменение показателя прямо пропорционально квадрату электрического поля, в то время как последний изменяется линейно.
Эффект Керра наблюдается во всех веществах, однако некоторые жидкости проявляют его сильнее других веществ. Открыт в 1875 году шотландским физиком Джоном Керром.
В сильных полях наблюдаются небольшие отклонения от закона Керра.

## Электрооптический эффект Керра

### Качественное описание
Под воздействием внешнего постоянного или переменного электрического поля в среде может наблюдаться двойное лучепреломление вследствие изменения поляризации вещества. При этом свет, проходящий через вещество расщепляется на два луча — обыкновенный луч и необыкновенный луч, имеющие различные показатели преломления в веществе. Таким образом, так как фазовая скорость для необыкновенного и обыкновенного лучей различна, плоскополяризованный пучок света превращается в эллиптически поляризованный пучок и при достаточной длине пути в двулучепреломляющем веществе переходит в свет с круговой поляризацией.
Пусть показатель преломления для обыкновенного луча равен {\displaystyle n_{o},} а для необыкновенного — {\displaystyle n_{e}}. При разложении разности коэффициентов преломления {\displaystyle n_{o}-n_{e}}, как функции внешнего электрического поля {\displaystyle E} по степеням {\displaystyle E} следует, что если до наложения поля среда была неполяризованной и изотропной, то {\displaystyle n_{o}-n_{e}} должно быть чётной функцией от {\displaystyle E} (при изменении направления поля эффект не должен менять знак). Значит, в разложении по степеням {\displaystyle E} должны присутствовать члены лишь чётных порядков, начиная с {\displaystyle E^{2}}. В слабых полях членами высших порядков кроме квадратичного можно пренебречь, в результате чего получается:
{\displaystyle n_{e}-n_{o}=kE^{2},}
здесь {\displaystyle k} - некоторый коэффициент.
Эффект Керра обусловлен, главным образом, гиперполяризуемостью среды, происходящей в результате деформации электронных орбиталей атомов или молекул, или вследствие переориентации последних. Оптический эффект Керра оказывается очень быстрым — от пикосекунд до нескольких наносекунд ({\displaystyle 10^{-13}} — {\displaystyle 10^{-9}} с), — так как в твёрдых телах может произойти только деформация электронного облака атома.

## Закон Керра
Закон Керра - разность показателей преломления обыкновенного и необыкновенного лучей пропорциональна квадрату наложенного электрического поля:
{\displaystyle n_{e}-n_{o}=b\lambda _{0}E^{2},}
где {\displaystyle \lambda _{0}} — длина волны света в вакууме;
{\displaystyle b} — постоянная Керра, зависящая от природы вещества, длины волны
Постоянная Керра зависит от природы вещества, длины волны и температуры.
Постоянной Керра также иногда называют величину {\displaystyle K=b\lambda _{0}/n,} {\displaystyle n} — показатель преломления без наложения электрического поля.
Для большинства веществ коэффициент {\displaystyle b>0}, что означает их подобие оптически положительным одноосным кристаллам.

### Количественная теория
Количественная теория для газов была построена Ланжевеном в 1910 году.
Параметром вещества, который характеризует в данном веществе эффект Керра, является восприимчивость третьего порядка, поскольку эффект пропорционален напряжённости электрического поля в третьей степени (в приведённом выше уравнении дополнительное электрическое поле — это электрическое поле световой волны).

## Постоянная Керра для некоторых веществ
Постоянные Керра {\displaystyle B} для некоторых веществ для длины волны 589 нм, выраженная в единицах СГСЭ, приведены в таблице.
| Вещество      | Температура, °C | В        | Вещество        | Температура, °C | В           |
| ------------- | --------------- | -------- | --------------- | --------------- | ----------- |
| нитробензол   | 20              | 2,2·10−5 | хлороформ       | 20              | -3,5·10−10  |
| о-нитротолуол | 20              | 1,2-10−5 | этиловый спирт  | 18              | 9,2·10−10   |
| хлорбензол    | 20              | 1,0·10−6 | ацетон          | 83              | 5,4·10−10   |
| вода          | 20              | 4,7·10−7 | сероуглерод     | 57              | 3,6·10−10   |
| сероуглерод   | 20              | 3,2·10−8 | этиловый эфир   | 63              | -0,66-10−10 |
| бензол        | 20              | 6,0·10−9 | виниловый спирт | 20              | -1,7·10−10  |

## Теория

### Квадратичный электрооптический эффект Керра
Для нелинейного материала поле электрической поляризации P будет зависеть от электрического поля E:
{\displaystyle \mathbf {P} =\varepsilon _{0}\chi ^{(1)}:\mathbf {E} +\varepsilon _{0}\chi ^{(2)}:\mathbf {EE} +\varepsilon _{0}\chi ^{(3)}:\mathbf {EEE} +\cdots }
где ε 0 — диэлектрическая проницаемость вакуума, а χ(n) — составляющая n-го порядка электрической восприимчивости среды. Символ «:» представляет собой скалярное произведение между матрицами. Это отношение можно записать в явном виде; i- я компонента вектора P может быть выражена как:
{\displaystyle P_{i}=\varepsilon _{0}\sum _{j=1}^{3}\chi _{ij}^{(1)}E_{j}+\varepsilon _{0}\sum _{j=1}^{3}\sum _{k=1}^{3}\chi _{ijk}^{(2)}E_{j}E_{k}+\varepsilon _{0}\sum _{j=1}^{3}\sum _{k=1}^{3}\sum _{l=1}^{3}\chi _{ijkl}^{(3)}E_{j}E_{k}E_{l}+\cdots }
где {\displaystyle i=1,2,3}. Часто предполагается, что {\displaystyle P_{1}=P_{x}}, то есть составляющая поляризационного поля, параллельная x; {\displaystyle E_{2}=E_{y}} и так далее.
Для линейной среды существенным является только первый член этого уравнения, и поляризация изменяется линейно с электрическим полем в среде.
Для материалов, демонстрирующих эффект Керра, которым нельзя пренебречь, третий член χ(3) вносит существенный вклад, причём члены чётного порядка обычно выпадают из-за инверсии среды Керра. Рассмотрим полное электрическое поле E, создаваемое световой волной с частотой ω вместе с внешним электрическим полем E0:
{\displaystyle \mathbf {E} =\mathbf {E} _{0}+\mathbf {E} _{\omega }\cos(\omega t),}
где Eω — векторная амплитуда волны.
Объединение этих двух уравнений даёт сложное выражение для P. Для постоянного эффекта Керра мы можем пренебречь всеми, кроме линейных членов и членов {\displaystyle \chi ^{(3)}|\mathbf {E} _{0}|^{2}\mathbf {E} _{\omega }}:
{\displaystyle \mathbf {P} \simeq \varepsilon _{0}\left(\chi ^{(1)}+3\chi ^{(3)}|\mathbf {E} _{0}|^{2}\right)\mathbf {E} _{\omega }\cos(\omega t),}
что аналогично учёту линейной зависимости между поляризацией и электрическим полем волны с дополнительным членом нелинейной восприимчивости, пропорциональным квадрату амплитуды внешнего поля.
Для изотропных сред (например, жидкостей) это индуцированное изменение восприимчивости вызывает изменение показателя преломления в направлении электрического поля:
{\displaystyle \Delta n=\lambda _{0}K|\mathbf {E} _{0}|^{2},}
где λ 0 - длина волны вакуума, а K — постоянная Керра для среды. Приложенное поле вызывает двулучепреломление в среде в направлении поля. Таким образом, ячейка Керра с поперечным полем может действовать как переключаемая волновая пластинка, вращая плоскость поляризации проходящей через неё волны. В сочетании с поляризаторами её можно использовать как затвор или модулятор.
Значения K зависят от среды и составляют около 9,4 × 10−14 м · В−2 для воды и 4,4 × 10−12 м · В −2 для нитробензола.
Для кристаллов восприимчивость среды обычно имеет вид тензора, и эффект Керра вызывает модификацию этого тензора.

### Оптический эффект Керра
В оптическом или переменном эффекте Керра интенсивный пучок света в среде может сам создавать модулирующее электрическое поле без необходимости приложения внешнего поля. В этом случае электрическое поле определяется выражением:
{\displaystyle \mathbf {E} =\mathbf {E} _{\omega }\cos(\omega t),}
где E ω — амплитуда волны.
Подставляя это выражение в уравнение для поляризации и учитывая только линейные члены и члены в χ(3)|Eω|3::81–82
{\displaystyle \mathbf {P} \simeq \varepsilon _{0}\left(\chi ^{(1)}+{\frac {3}{4}}\chi ^{(3)}|\mathbf {E} _{\omega }|^{2}\right)\mathbf {E} _{\omega }\cos(\omega t).}
Как и раньше, это выглядит как линейная восприимчивость с дополнительным нелинейным членом:
{\displaystyle \chi =\chi _{\mathrm {LIN} }+\chi _{\mathrm {NL} }=\chi ^{(1)}+{\frac {3\chi ^{(3)}}{4}}|\mathbf {E} _{\omega }|^{2},}
и поскольку:
{\displaystyle n=(1+\chi )^{1/2}=\left(1+\chi _{\mathrm {LIN} }+\chi _{\mathrm {NL} }\right)^{1/2}\simeq n_{0}\left(1+{\frac {1}{2{n_{0}}^{2}}}\chi _{\mathrm {NL} }\right)}
где n 0 = (1 + χ LIN) 1/2 — линейный показатель преломления. Используя разложение Тейлора, поскольку χNL << n 0 2, это даёт зависящий от интенсивности показатель преломления (IDRI):
{\displaystyle n=n_{0}+{\frac {3\chi ^{(3)}}{8n_{0}}}|\mathbf {E} _{\omega }|^{2}=n_{0}+n_{2}I}
где n2 — нелинейный показатель преломления второго порядка, I — интенсивность волны. Таким образом, изменение показателя преломления пропорционально интенсивности света, проходящего через среду.
Значения n2 относительно малы для большинства материалов, порядка 10−20 м2Вт−1 для типичных стёкол. Таким образом, интенсивность света (облучённости) на величину порядка 1 ГВт · см−2 (например, получаемых с помощью лазеров) необходимо, чтобы создать значительные изменения показателя преломления с помощью эффекта Керра переменного тока.
Оптический эффект Керра проявляется как фазовая самомодуляция, самоиндуцированный фазовый и частотный сдвиги импульса света при его прохождении через среду. Этот процесс, наряду с дисперсией, можно использовать для создания оптических солитонов.
В пространственном отношении интенсивный луч света в среде вызывает изменение показателя преломления среды, которое имитирует поперечную картину интенсивности луча. Например, гауссов пучок дает гауссов профиль показателя преломления, аналогичный профилю линзы с градиентным показателем преломления. Это порождает фокусировку луча, явление, известное как самофокусировка.
По мере самофокусировки луча пиковая интенсивность увеличивается, что, в свою очередь, вызывает усиление самофокусировки. Самофокусировка пучка предотвращается на неопределенное время из-за нелинейных эффектов, таких как многофотонная ионизация, которые становятся важными, когда интенсивность становится очень высокой. Когда интенсивность самофокусированного пятна увеличивается сверх определённого значения, среда ионизируется сильным локальным оптическим полем. Это снижает показатель преломления, расфокусируя распространяющийся световой луч. Затем распространение происходит в виде серии повторяющихся шагов фокусировки и расфокусировки.

## Применение

### В электрооптических модуляторах
Электрооптический эффект используется в оптоволоконных технологиях для электрической модуляции интенсивности оптических сигналов.

### Синхронизация мод в лазерах
Существует возможность реализации быстрой синхронизации мод в лазере, которая основана на эффекте Керра. Пусть интенсивность пучка в керровской среде имеет поперечное (например, гауссово) распределение интенсивности. Следовательно, интенсивность в центре пучка будет больше, чем на расстоянии {\displaystyle r} от оси пучка с радиусом {\displaystyle w} в соответствии с формулой:
{\displaystyle n=n_{o}+n_{2}I,}
и поэтому возникает нелинейное изменение показателя преломления {\displaystyle \delta n}. В первом приближении с разложением по {\displaystyle (r/w)^{2}} сдвиг фазы может быть описан параболической функцией параметра {\displaystyle r/w}, что эквивалентно действию двояковыпуклой линзы в среде Керра. Чем больше интенсивность пучка, тем сильнее он будет фокусироваться, и как следствие, испытывать меньшие потери с расстоянием. Если эти потери должным образом распределить внутри резонатора лазера, можно получить пассивную синхронизацию мод.